# جرمر جنکینس
 جرمر جنکینس (انگلیسی: Jarmere Jenkins؛ زادهٔ ۲۵ نوامبر ۱۹۹۰) یک تنیس‌باز اهل ایالات متحده آمریکا است.